# Магарас
Магарас (рос. Магарас) — село у Гірському улусі Республіки Сахи Російської Федерації.
Населення становить 994  особи. Належить до муніципального утворення Одунунський наслег.

## Історія
Згідно із законом від 30 листопада 2004 року органом місцевого самоврядування є Одунунський наслег.

## Населення
| 2002 | 2010 |
| ---- | ---- |
| 910  | ↗994 |